# Drew Powell

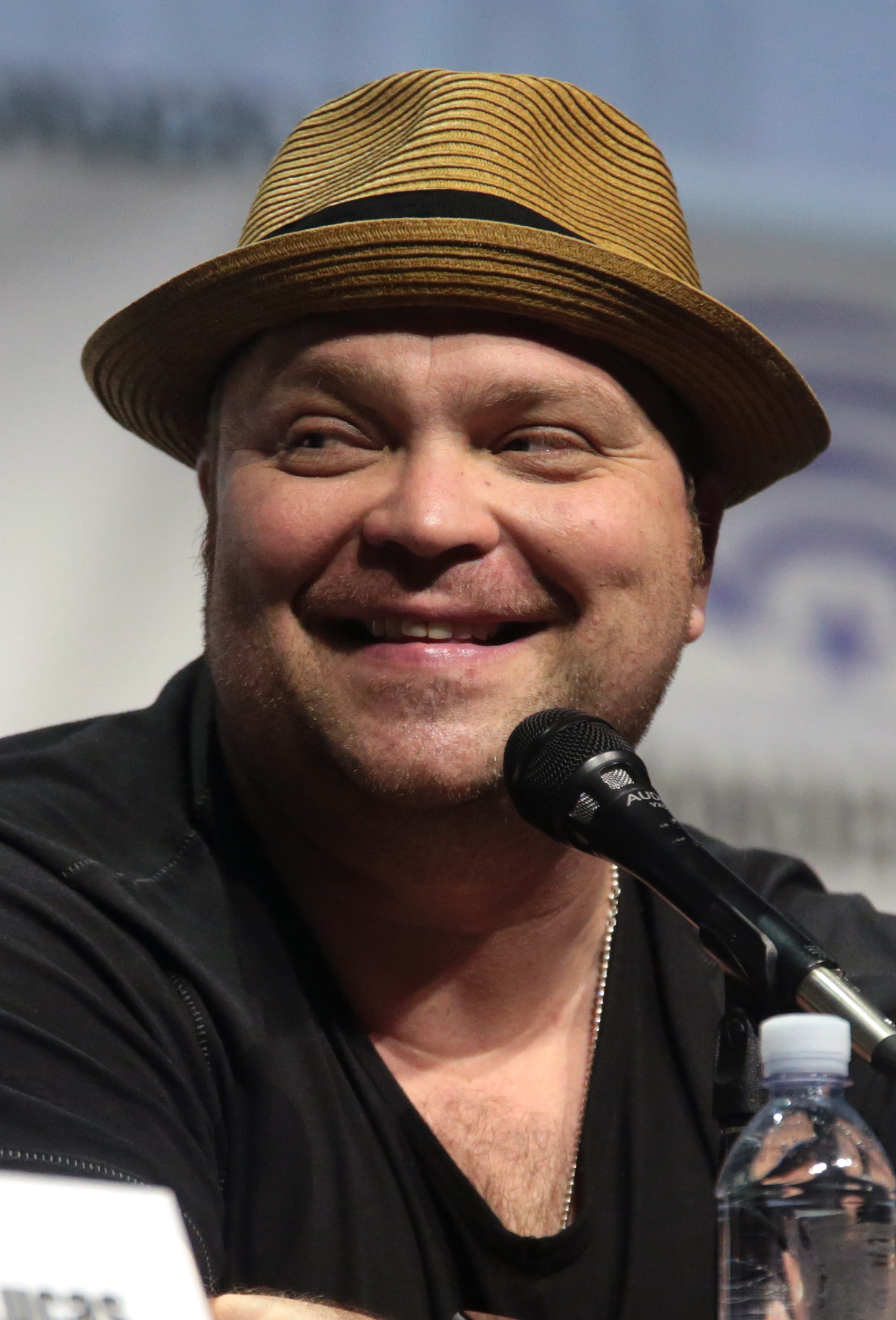
Drew Powell

Andrew Powell (* 19. Januar 1976 in Noblesville, Indiana) ist ein US-amerikanischer Schauspieler.
Drew Powell schloss 1998 ein Studium der Englischen Literatur an der DePauw University ab. Danach zog er nach Los Angeles um sich bei Film- und Fernsehproduktionen zu bewerben. Seine erste Rolle war Kadett Drew in der Serie Malcolm mittendrin im Jahr 2000. Ab 2001 spielte er Hoss Cartwright in der Serie Ponderosa. Ab 2014 war er als Solomon Grundy in der Serie Gotham zu sehen. Insgesamt wirkte er bei über 70 Film- und Fernsehproduktionen mit.

## Filmografie (Auswahl)
- 2000–2001: Malcolm mittendrin (Malcolm in the Middle, Fernsehserie, 11 Folgen)
- 2001–2001: Ponderosa (Fernsehserie, 20 Folgen)
- 2004: Starship Troopers 2: Held der Föderation (Starship Troopers 2: Hero of the Federation)
- 2006: The Marine
- 2006: Monk (Fernsehserie, eine Folge)
- 2009–2011: Leverage (Fernsehserie, 2 Folgen)
- 2011: Unforgettable (Fernsehserie, eine Folge)
- 2011: Straw Dogs – Wer Gewalt sät (Straw Dogs)
- 2012–2013: The Mentalist (Fernsehserie, 6 Folgen)
- 2012: Touchback
- 2012: Bones – Die Knochenjägerin (Bones, Fernsehserie, eine Folge)
- 2013: Twisted (Fernsehserie, 3 Folgen)
- 2013: Navy CIS (NCIS, Fernsehserie, 1 Folge)
- 2013: Hawaii Five-0 (Fernsehserie, 1 Folge)
- 2014–2018: Gotham (Fernsehserie, 49 Folgen)
- 2015: Man Jam (Fernsehserie, 6 Folgen)
- 2016: Message from the King
- 2017: Geostorm
- 2020: Lucifer (Fernsehserie, 1 Folge)
- 2021: Ted K
- 2022: Young Sheldon (Fernsehserie, 3 Folgen)
- 2024: Ordinary Angels